# H'bia Suryah Bunga Dewee
H'bia Suryah Bunga Dewee hay Suryah Đê-wi (Thế kỷ XII) Là người Rang Đê (Êđê) cũng là thứ hoàng hậu của vua phiá nam Chămpa  Jaya Harivarman I của xứ Paduranga, và bà cũng là chị gái ruột của hoàng tử Vancaraya (Dăm Khing Ju) thuộc dòng dõi hoàng gia Vijaya-Dega, gốc người Rang đê. Khi người Khmer đánh chiếm và đô hộ bắc Chiêm Thành, Suriyah Bunga Dewi đề nghị chồng là vua Jaya Harivarman I mang quân sang giúp em trai mình là hoàng tử Vancaraya  (Dam Khing Ju) đánh đuổi người Khmer và giải phóng kinh đô Vijaya-Dega của xứ Bắc Chiêm Thành. Sau cuộc kéo quân ra bắc, Jaya Harivarman I đã đánh đuổi được người Khmer và ngay lập tức kiểm soát hết toàn bộ lãnh thổ bắc Chiêm Thành với ý định nhằm thống nhất toàn cõi dân Chiêm Thành. Vụ việc dẫn đến người sự chống đối quyết liệt của người Rang Đê (Êđê) dưới sự lãnh đạo của Hoàng tử Vancaraya (Dam Khing Ju).